# 石口镇 (余干县)
石口镇，是中华人民共和国江西省上饶市余干县下辖的一个乡镇级行政单位。

## 行政区划
石口镇下辖以下地区：
永安社区、石口社区、常山社区、院前社区、詹家村、渔池村、吴家村、刘埠村、五菱村、古竹村、东湾村、湖滨村、南源村、枫林湾村、信丰村、何家村、前何村和后何村。